# Atletismo de fuerza

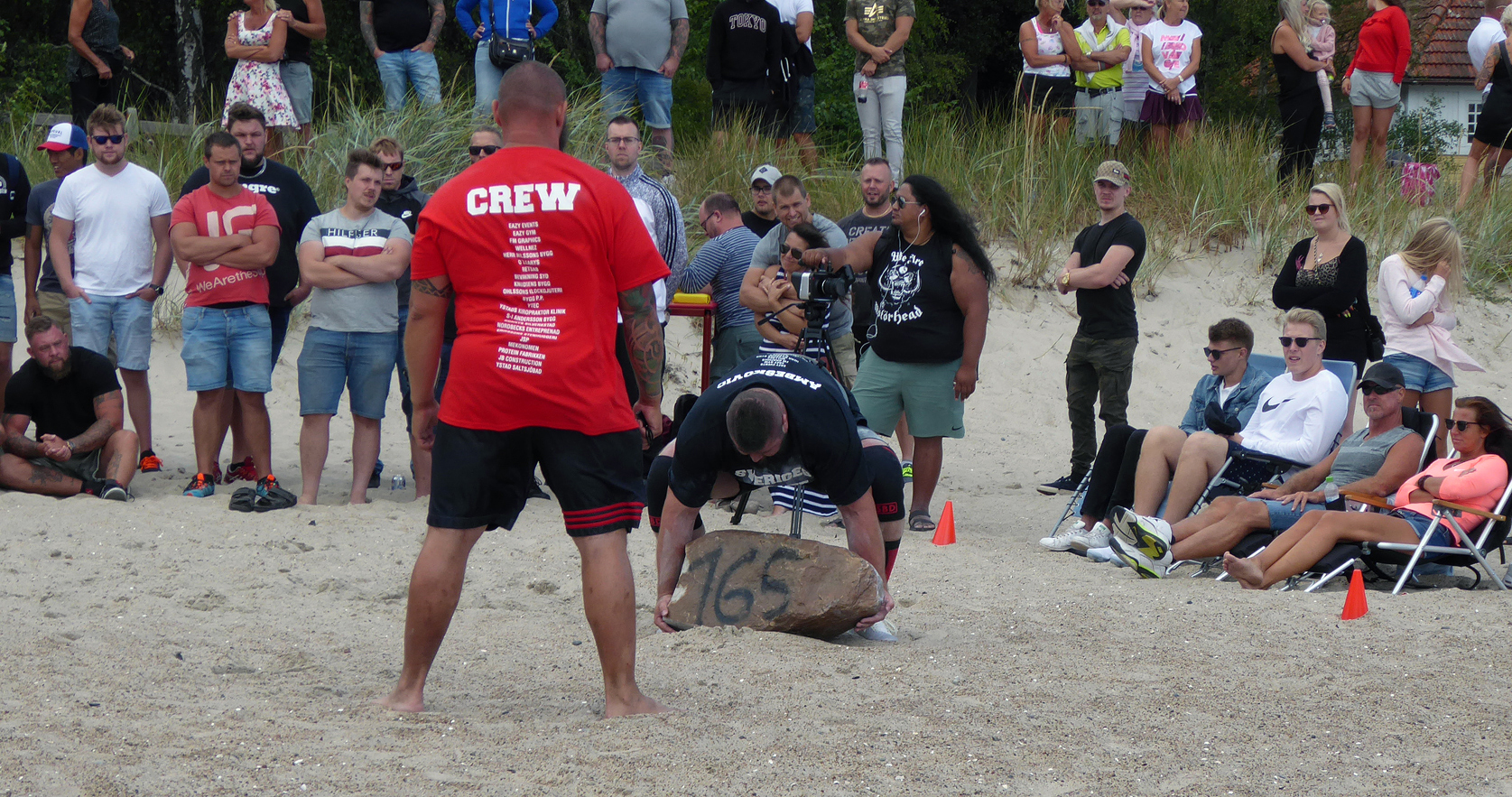
Strongman. "Roca al hombro" la misma pesa 165 kg

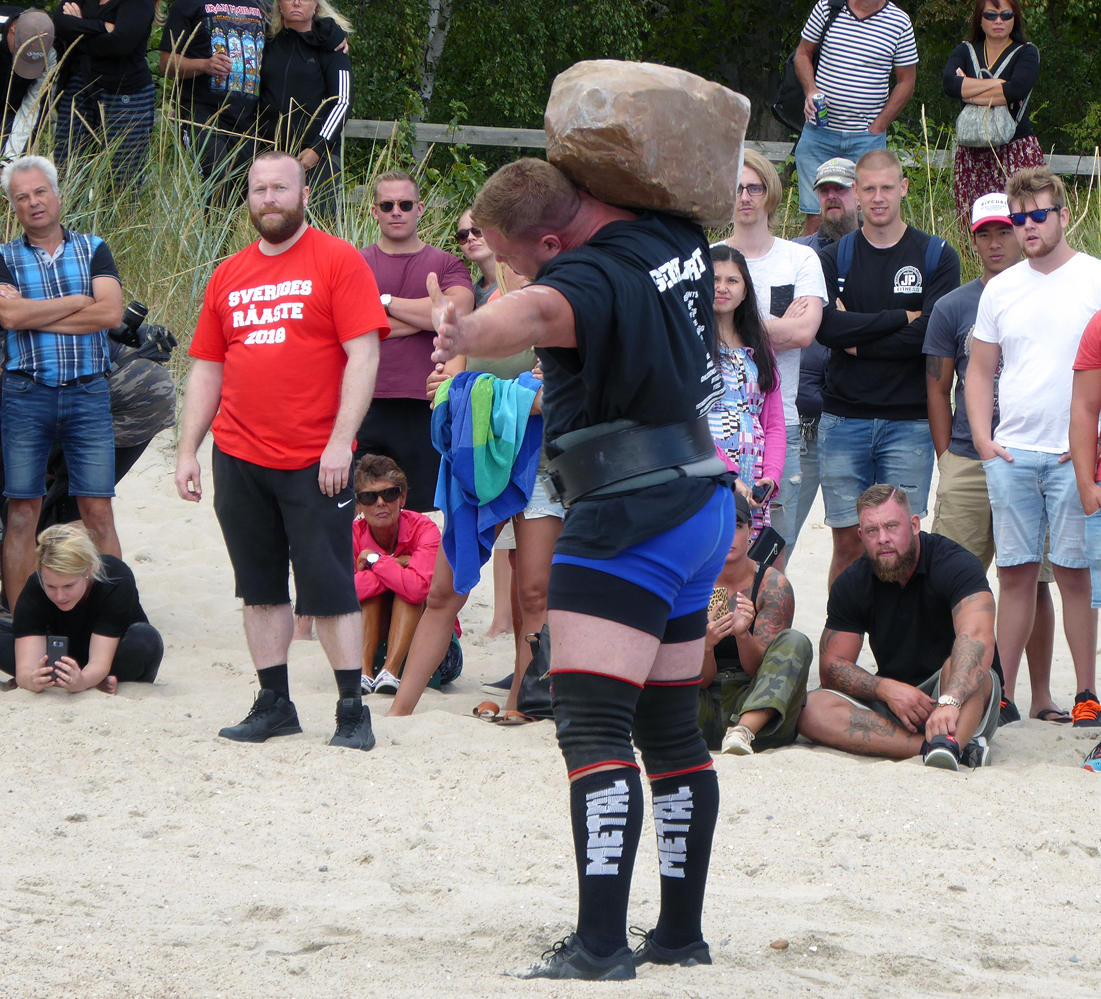
Strongman. "Roca al hombro" la misma pesa 165 kg

El atletismo de fuerza es un deporte que prueba la fuerza de los competidores de diferentes maneras, en muchos casos con ejercicios similares al levantamiento de potencia, razón por la cual muchos levantadores de potencia han competido exitosamente en las «competiciones strongman» (que en el mundo anglosajón corresponden al atletismo de fuerza). Sin embargo la diferencia estriba en que en el atletismo de fuerza es necesario tener una buena resistencia y una buena velocidad, lo que no es común en otros deportes de fuerza. El atletismo de fuerza además se basa en los tradicionales juegos de la montaña.
En España fue introducido bajo el nombre de El hombre más fuerte de España en el año 1998, por el campeón de España de culturismo, Josep A. Baldayo Badenes, presidente de la Asociación Española de Atletas de Fuerza.
No siempre se presentan a los atletas los mismos eventos, sino que van cambiando a través del tiempo. Tampoco es siempre la misma cantidad de acontecimientos, esta también varía. Normalmente hay entre seis y ocho eventos por competición, rara vez llegan a los nueve.

## Entrenamiento
El entrenamiento de un atleta de fuerza tiene elementos del levantamiento de potencia, la halterofilia y del entrenamiento cardiovascular (correr, saltar la soga, etc).
En el gimnasio se debe desarrollar la fuerza global del cuerpo, los ejercicios principales para desarrollarse como atleta de fuerza son el peso muerto, las sentadillas y los presses (militar, press de banca, etc.), además de elementos de ejercicios de halterofilia como los tirones de fuerza.
También es importante desarrollar la fuerza de agarre, que en el levantamiento de potencia y la halterofilia no es algo de gran necesidad, pero en el atletismo de fuerza es bastante importante.
Además del entrenamiento de gimnasio se debe entrenar con los implementos usados en la competición (paseo del granjero, levantamiento de piedras-harri-jasotze, volteo de ruedas, etc), ya que además de tener fuerza, resistencia y estado atlético los competidores necesitan saber usar los principales implementos.

## Popularidad en el mundo anglosajón
Las competiciones de atletismo de fuerza son cada vez más populares, sobre todo en el mundo anglosajón. Esto se debe en parte a la creación en 2001 de la competición Strongman Super Series y también al programa de la competición del canal ESPN. En el mundo anglohablante el término strongman comenzó a ser utilizado en el siglo XIX para referirse a los exhibidores de fuerza (el término era usado aún antes de la halterofilia y del levantamiento de potencia), lo que en español suele llamarse un forzudo. Muchos demostraban su fuerza en el circo o levantando peso en el bent press (no confundir con press de banca, el cual aún no existía).

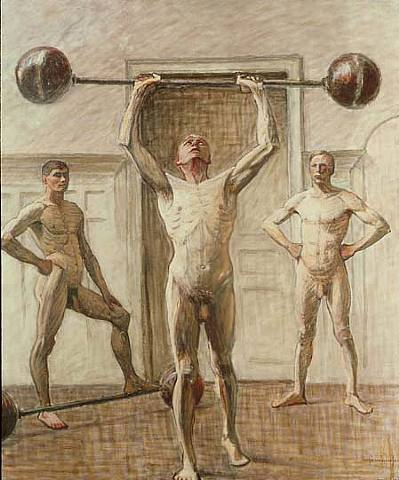
Levantadores de pesas pintados por Eugène Jansson (1914).

Ya en los últimos treinta años del siglo XX, strongman fue usado para designar a los deportistas que demostraban su habilidad en demostraciones de fuerza, como levantar rocas y otros objetos pésados. La competición más importante de este tipo es El hombre más fuerte del mundo, creada en 1977. Desde los años 1990, el interés alrededor del mundo por este deporte ha comenzado a subir, y los gimnasios son hoy más populares que hace unos años. 
Desde 1995 existe la International Federation of Strength Athletes, IFSA, la organización principal del strongman que desde entonces apunta a una política más sanitaria y a un deporte que este al alcance de todos los países del mundo.
En 2005 la IFSA se dividió del hombre más fuerte del mundo patrocinado por Met-Rx y creó la competición de El hombre más fuerte del mundo IFSA. La World Strongman Cup Federation, WSMCF, creó la Copa Mundial de Atletismo de Fuerza (World Strongman Cup) en 2004.
Hoy en día se han incorporado muchos movimientos de strongman a los ejercicios con pesas, aunque en la mayoría de los casos con pesos mucho más livianos.

### Eventos
- Transportar y arrastrar: En este evento compiten cinco deportistas a la vez y deben llevar dos objetos muy pesados en cada mano.
- Levantamiento del tronco gigante: Un tronco de mucho peso es puesto horizontalmente detrás de un atleta este debe moverlo hacia arriba la cantidad de veces que pueda.
- Empujar el camión: Un deportista debe empujar un enorme camión hasta la meta. El ganador es el que lo realice en el menor tiempo.
- Peso muerto con barriles: Un atleta tiene que practicar peso muerto con un carro al que le tiran barriles de mucho peso.
- Sentadilla con barriles: El atleta debe hacer lo mismo que en el evento anterior pero en sentadillas.
- Levantar peso sobre la cabeza: Un atleta debe levantar un tronco a modo de barra sobre su cabeza y hacer la mayor cantidad de repeticiones posibles.
- Paseo del granjero: Los atletas deben cargar dos maletas de hierro con bastante peso adentro.
- Peso muerto: A diferencia del peso muerto con barriles, en esta ocasión se utiliza un auto.
- Boxeo: Resistir sin ser noqueado.

### Competiciones más importantes
- El hombre más fuerte del mundo
- Strongman Super Series
- Arnold Strongman Classic

### Confusión
Muchas veces los strongmen son confundidos con los culturistas y los levantadores de potencia. Sin embargo esto no es verdad, ya que no siempre los culturistas tienen una gran fuerza, y los levantadores de potencia no siempre saben aplicar la fuerza para levantar rocas, ruedas u otros objetos con formas irregulares. Además se necesita también una buena resistencia muscular de media duración (Bompa) aparte de la fuerza bruta (hay eventos en los cuales se necesita resistencia).

## Forzudos famosos

### Antiguos
- Angus Graham
- Angus MacAskill
- Louis Cyr
- Arthur Saxon
- Alexander Zass
- Zishe Breitbart
- Louis Uni Apollon
- Eugen Sandow
- Ivan Poddubniy
- George Hackenschmidt
- Charles Atlas
- Jack Lalane
- The Great Antonio
- Paul Edward Anderson
- Flavio Blanco

### Modernos
- Bruce Wilhelm
- Don Reinhoudt
- Geoff Capes
- Bill Kazmaier
- Jón Páll Sigmarsson
- Gary Taylor
- Magnús Ver Magnússon
- Jamie Reeves
- Riku Kiri
- Svend Karlsen
- Janne Virtanen
- Magnus Samuelsson
- Jouko Ahola
- Mark Henry
- Johnny Perry
- Vasyl Virastyuk
- Žydrūnas Savickas
- Mariusz Pudzianowski
- Terry Hollands

- Jesse Marunde
- Derek Poundstone
- Kevin Nee
- Arild Haugen
- Hafþór Júlíus Björnsson
- Eddie Hall
- Brian Shaw (strongman)
- Tom Stoltman

## Categorías femeninas
Existen categorías femeninas tanto en el atletismo de fuerza como en sus disciplinas emparentadas. Están destinadas a mujeres que realizan actividades o hazañas con su fuerza física, o a un mujeres que compiten en concursos de fuerza. En el mundo anglosajón se les llama strongwomen (en singular, strongwoman).

### Las mujeres fuertes tradicionales
Tradicionalmente las mujeres fuertes se relacionaban con los espectáculos en circos, salas de música, y actividades en las que usaban su fuerza física como lo es la gimnasia.
Algunas de las mujeres fuertes más reconocidas en el pasado:
- Minerva (Josephine Blatt, de soltera Wohlford), (c.1869 – 1923) nacida en Nueva Jersey.
- Charmion (Laverie Vallee, de soltera Cooper), (1875 – 1949) nacida en Sacramento, California.
- Vulcana (Kate Williams alias Kate Roberts), (1875 – 1946) nacida en Abergavenny, Gales.
- Katie Sandwina, (1884 – 1952) nacida en Essen, Alemania.[1]
- Ivy Russel, nacida en 1907 en Croydon, Inglaterra.
- Joan Rhodes, nacida en 1920 en Inglaterra.

### La mujer fuerte en la actualidad
Actualmente el término mujer fuerte se refiere a las mujeres que compiten en eventos tales como la competencia anual World's Strongest Woman, WSW  (La mujer más fuerte del mundo) el cual fue aprobado por el International Federation of Strength Athletes, IFSA (Federación Internacional de Atletas Fuertes) y que es televisado por ESPN anualmente. En estos concursos, las participantes compiten en eventos tales como la caminata del granjero (caminar tan lejos como sea posible con pesadas barras de acero, una en cada mano), el levantamiento de escudo, y otros.
Algunas de las mujeres más fuertes de la actualidad son:
- Jill Mills, ganadora de múltiples competencias WSW incluyendo el primero realizado en el 2001.
- Robin Coleman, quien ocupó el tercer lugar en la competencia del 2001 de WSW.
- Becca Swanson, obtuvo el récord mundial de levantamiento de pesas.
- Aneta Florczyk, ganadora del concurso 2005 WSW.
- Cynthia Morrison, levantamiento de pesas
- Elizabeth Horne, levantamiento de pesas
- Titania Rhea, ganó muchos records en levantamiento de peso.